# Cordia platythyrsa
Cordia platythyrsa är en strävbladig växtart som beskrevs av Baker.. Cordia platythyrsa ingår i släktet Cordia, och familjen strävbladiga växter. Inga underarter finns listade i Catalogue of Life.